# أليسا توماس
أليسا توماس (بالإنجليزية: Alyssa Thomas) مواليد 12 أبريل 1992 في هاريسبرج، هي لاعبة كرة سلة أمريكية. بدأت مسيرتها الاحترافية في سنة 2014. تم اختيارها من قبل فريق نيويورك ليبرتي خلال الدرافت. تلعب مع كونيتيكت صن في دوري الاتحاد الوطني لكرة السلة النسائية. وتحمل الرقم 25. لعبت مع كونيتيكت صن ويونجين سامسونغ بلومينكس.

## روابط خارجية
- أليسا توماس على موقع الاتحاد الوطني لكرة السلة النسائية (الإنجليزية)
- أليسا توماس على موقع كرة السلة الأوروبية.كوم (الإنجليزية)
- أليسا توماس على موقع كلية كرة السلة في سبورتس رفرنس.كوم (الإنجليزية)
- أليسا توماس على موقع بروبوليرز (الإنجليزية)
- أليسا توماس على موقع سبورتس رفرنس (الإنجليزية)
- أليسا توماس على موقع اللجنة الأولمبية الدولية (الإنجليزية)